# Kazimierz Michałowski

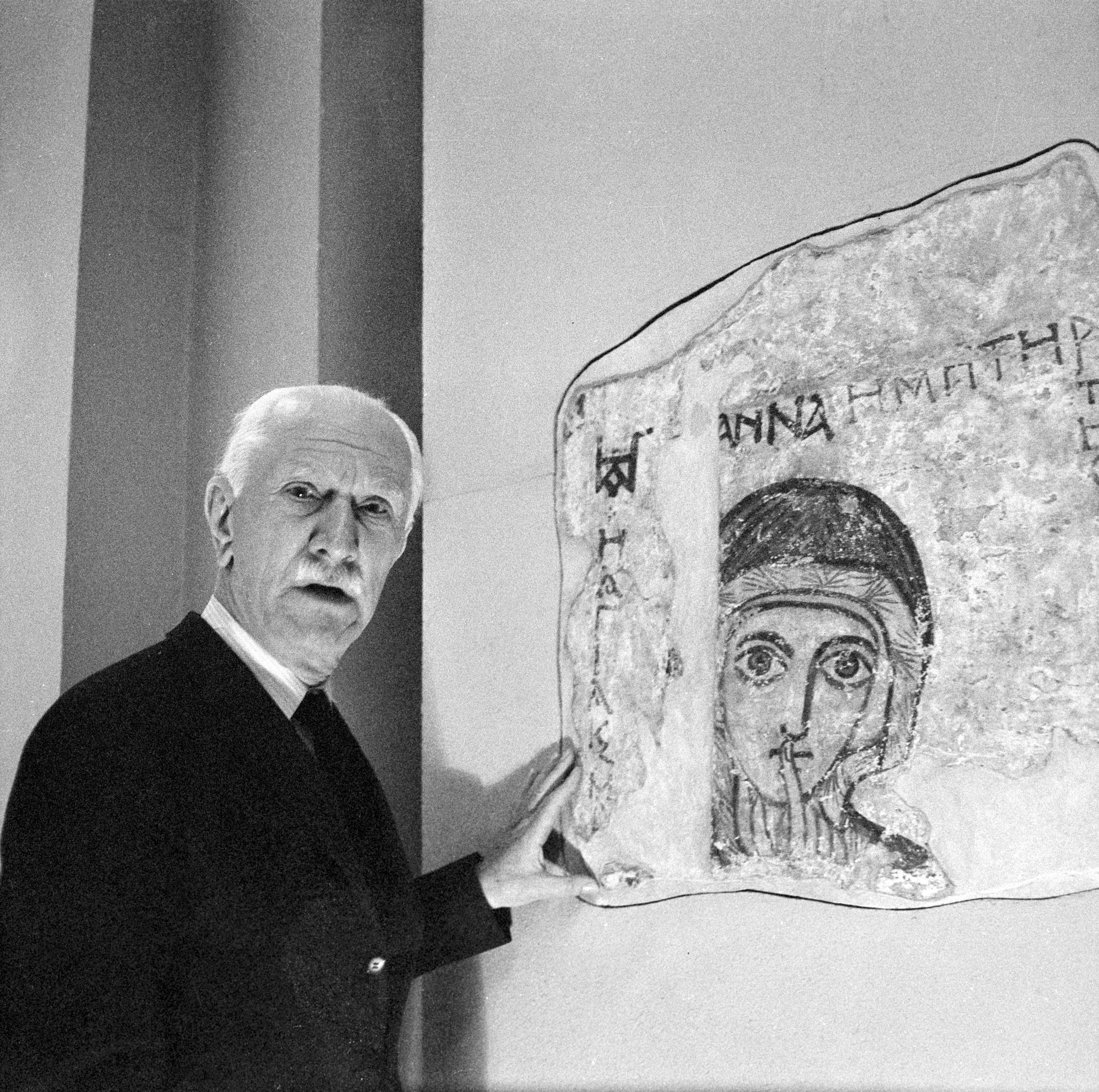
Kazimierz Michałowski, ca. 1970

Kazimierz Józef Marian Michałowski (14 de diciembre de 1901 en Ternópil – 1 de enero de 1981 en Varsovia) fue un arqueólogo y egiptólogo polaco, y el fundador de la Nubiología.

## Biografía
Michałowski estudió historia del arte y arqueología clásica en la Universidad de Leópolis; estudió en las Universidades e Institutos Arqueológicos de Berlín, Heidelberg, Münster, París, Roma, Atenas y El El Cairo. En 1939–1981 fue vicedirector del Museo Nacional de Varsovia y dirigió la cátedra de arqueología clásica en la Universidad de Varsovia. Durante este tiempo educó a un grupo sólido de especialistas en temas clásicos, arqueología del Cercano oriente y del Antiguo Egipto. 
El interés de Michałowski en la egiptología comenzó en 1937–1939, cuándo participa en las excavaciones polaco-francesas en Tell Edfu (ver Edfu), organizadas por él, que publicó más tarde en tres volúmenes. Los objetos de Edfu enriquecieron las colecciones del Museo Nacional de Varsovia. Después de la Segunda Guerra Mundial participó muy activamente en la reconstrucción de la vida académica polaca y en organizar la participación polaca en el programa internacional de estudios en culturas mediterráneas. En 1959 funda en El Cairo el Centro polaco de Arqueología mediterránea, que ahora lleva su nombre. Fue un especialista en muchas áreas de la arqueología y el arte egipcios.
Michałowski dirigió excavaciones polacas en muchos lugares, como Tell Atrib (antiguo Atribis) 1957, Alejandría 1960, Debod 1961, Faras 1961–1964, Deir el-Bahari 1961 y Dongola 1964. En 1963–1971 preside el Comité Internacional de Expertos para el Rescate de los Templos de Abu Simbel. Sus publicaciones incluyen el famoso L'Arte de l'ancienne Egypte (Arte de Antiguo Egipto).

## Véase también

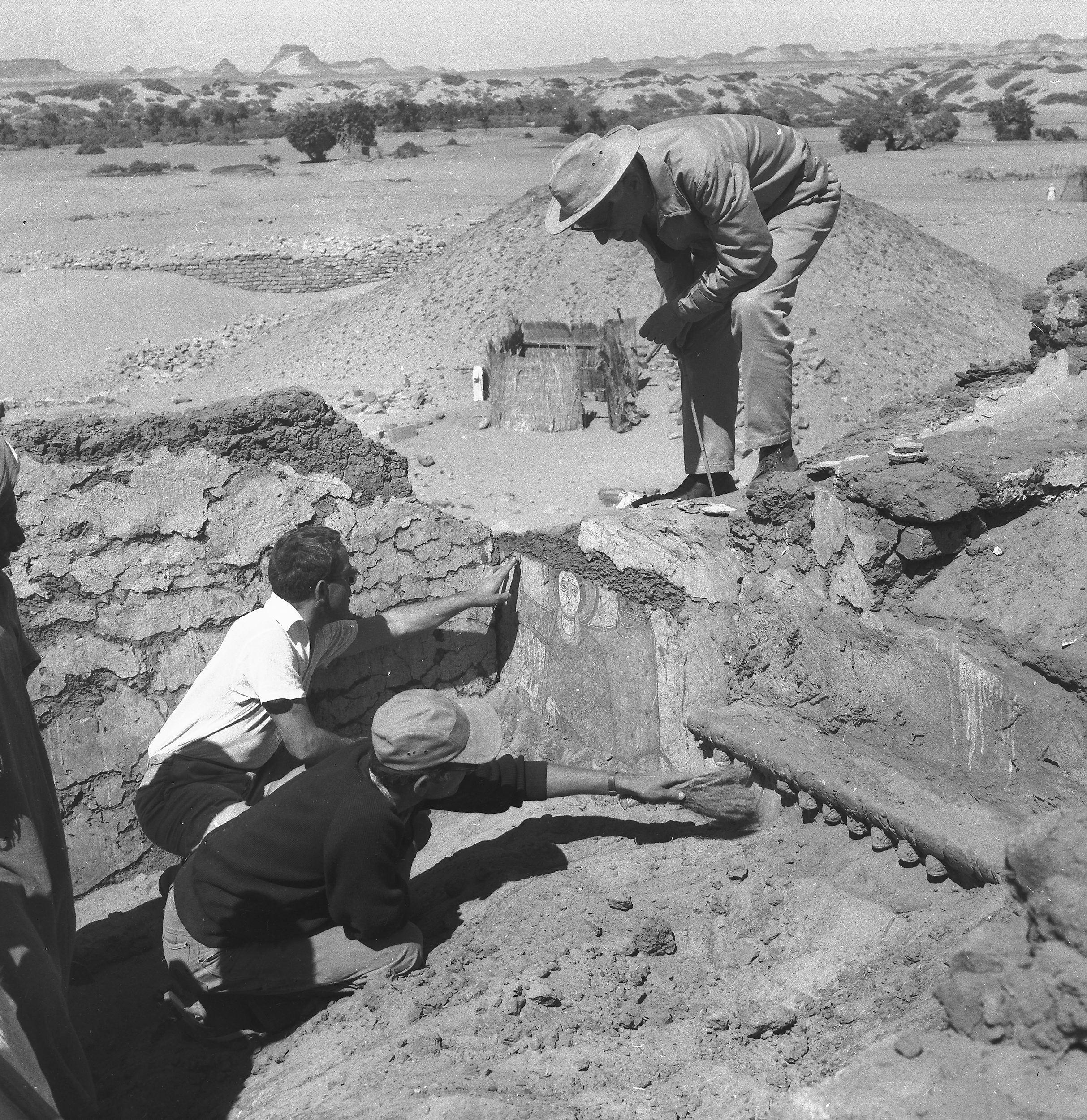
Michałowski durante las excavaciones en Faras (Nubia).